# 비칭 커츠

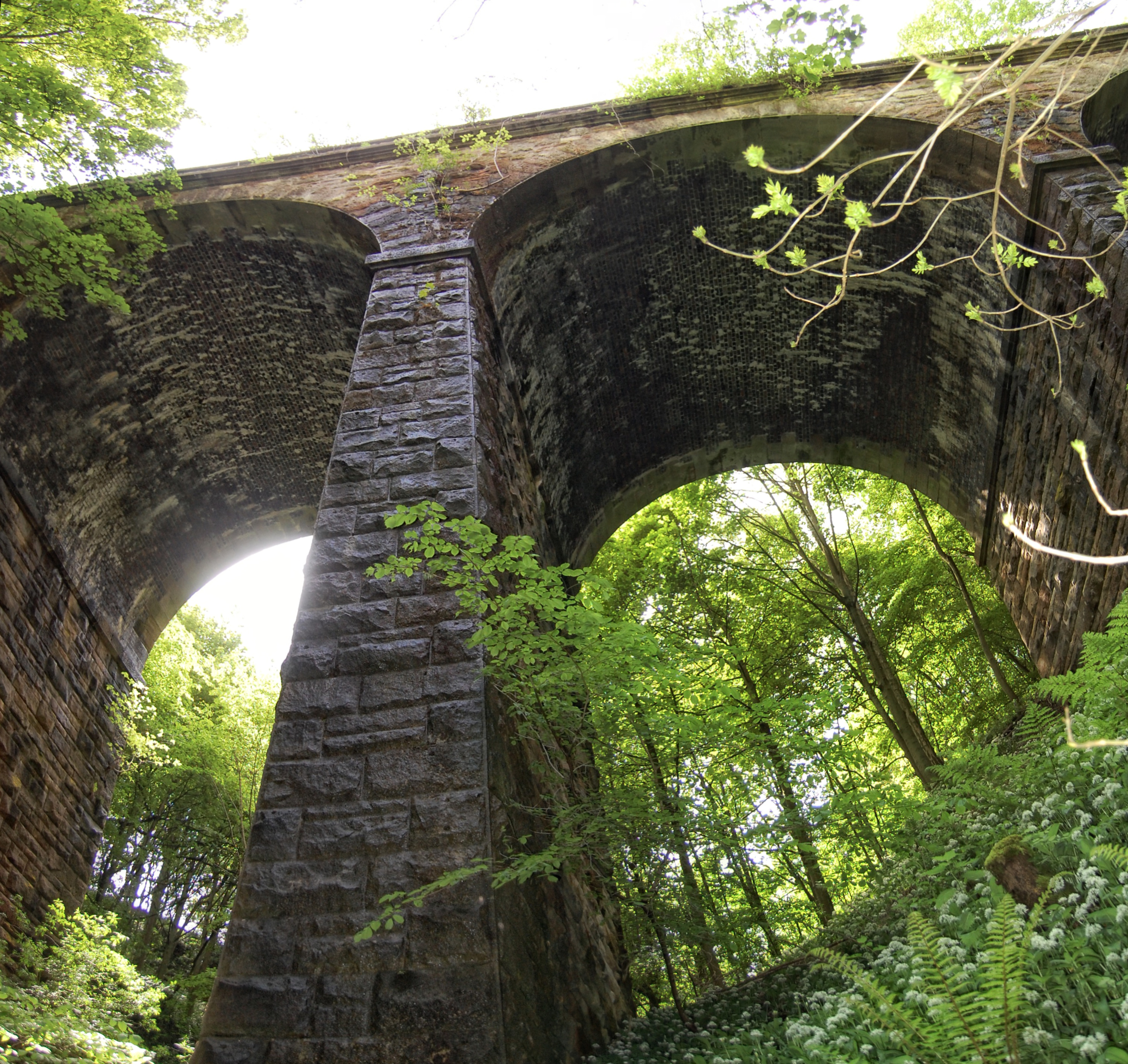
요크셔의 스킵턴-일클리 라인에 있는 롭 길(Lobb Ghyll)을 가로지르는 무성한 고가교. 1888년 미들랜드 철도(Midland Railway)에 의해 건설되어 1965년 폐쇄되었다.

비칭 커츠(Beeching cuts 또는 Beeching Axe)는 1960년대 영국의 국유화된 철도 시스템 구조 조정의 일환으로 이루어진 일련의 주요 노선 폐쇄 및 서비스 변경이었다. 이 이름은 당시 영국 철도위원회 의장이자 영국 철도의 재편성(1963)과 주요 철도 간선 노선의 개발(1965)이라는 두 보고서의 저자였던 리처드 비칭(Richard Beeching) 박사의 이름을 따서 명명되었다. 철도의 효율성 향상과 이를 달성하기 위한 구조조정을 통한 방안을 마련한다.
첫 번째 보고서에서는 2,363개의 역과 5,000마일(8,000km)의 철도 노선이 폐쇄될 것으로 확인되었으며, 이는 역의 55%, 노선 마일의 30%에 해당하며 67,700개의 영국 철도 일자리 손실이 발생했으며, 이는 다음과 같은 큰 손실을 막기 위한 목적이다. 도로 운송과의 경쟁이 심화되고 네트워크 운영을 유지하는 데 필요한 철도 보조금이 감소하는 기간 동안 발생한다. 두 번째 보고서에서는 상당한 투자를 위한 소수의 주요 경로를 확인했다. 1963년 보고서에서는 덜 알려진 변경 사항도 권장했지만 프로그램은 구어체로 비칭 액스(Beeching Axe)라고 불리게 되었다. 현재 표준이 된 철도 화물 컨테이너리제이션 관행으로의 전환, 일부 서비스를 나머지 선로와 연결된 통합 버스 서비스로 대체하는 것 등이 포함된다.
시위로 인해 일부 역과 노선이 복구되었지만 대부분은 계획대로 폐쇄되었다. 비칭의 이름은 철도의 대규모 폐쇄 및 이후 기간 동안 많은 지역 서비스의 손실과 관련이 있다. 이후 이러한 노선 중 일부가 재개통되었다. 일부 짧은 구간은 보존철도로 보존되었으며, 다른 구간은 국립 자전거 네트워크에 통합되거나 도로 계획에 사용되었다. 그 이후 다른 것들은 다시 지어졌거나 농지로 되돌아갔거나 재사용이나 재개발 계획 없이 버려진 상태로 남아 있다. 버밍엄과 울버햄튼 주변의 대부분의 미들랜드 레트로(Midland Metro) 네트워크와 같은 일부 노선은 이후 경전철 노선에 통합되었다.

## 같이 보기
- 특정지방교통선